# Maya (software)
Maya este o aplicație software, destinată modelării grafice tridimensionale și animaței. Produs de firma Alias, dar aflat acum în posesia firmei Autodesk Media & Entertainment. Este utilizat pe scară largă în producția efectelor speciale în cinematografie, în animație, cât și în producția jocurilor de calculator.  Firma Autodesk Media & Entertainment a achiziționat acest program în octombrie 2005, după cumpărarea firmei Alias Systems Corporation. 